# Kornedź
Kornedź (biał. Корнадзь; ros. Корнадь) – agromiasteczko na Białorusi, w obwodzie grodzieńskim, w rejonie świsłockim, w sielsowiecie Nowy Dwór, pomiędzy Parkiem Narodowym „Puszcza Białowieska” a Bagnem Wielki Ugoł.
W dwudziestoleciu międzywojennym leżał w Polsce, w województwie białostockim, w powiecie wołkowyskim, w gminie Łysków. Znajdował się tu wówczas dwór.